# Lijst van afleveringen van Shetland
Dit is een lijst met afleveringen van de Britse televisieserie Shetland.
Een overzicht van alle afleveringen tot en met seizoen 4 is hieronder te vinden.

## Seizoen 1 (2013)
| Aflevering | Titel              | Regisseur  | Schrijver  | Uitzenddatum  | Kijkers VK (x miljoen) |
| --- | ------------------ | ---------- | ---------- | ------------- | ---------------------- |
| 1 | Red Bones (deel 1) | Peter Hoar | David Kane | 10 maart 2013 | 7,97                   |
| De op leeftijd zijnde Mima Wilson wordt vermoord op haar erf gevonden, vlak bij geografische opgravingen. Inspecteur Jimmy Perez en zijn team gaat op onderzoek uit, en vinden bewijzen dat de moord een connectie heeft met de Shetland Bus (Een illegale bootverbinding tussen de Shetlandeilanden en Noorwegen tijdens de Tweede Wereldoorlog). |                    |            |            |               |                        |
| 2 | Red Bones (deel 2) | Peter Hoar | David Kane | 10 maart 2013 | 5,68                   |
| Na twee moorden en geen aantoonbare bewijzen moeten inspecteur Perez en zijn team alles op alles zetten om de dader te overmeesteren voordat deze de eilanden verlaat, en dit terwijl Up Helly Aa op het punt staat te beginnen. |                    |            |            |               |                        |

## Seizoen 2 (2014)
| Aflevering | Titel                   | Regisseur        | Schrijver        | Uitzenddatum  | Kijkers VK (x miljoen) |
| --- | ----------------------- | ---------------- | ---------------- | ------------- | ---------------------- |
| 1 | Raven Black (deel 1)    | John McKay       | Gaby Chiappe     | 11 maart 2014 | 6,37                   |
| Inspecteur Perez en zijn team onderzoeken een moord op een tienermeisje, waar haar lichaam op een afgelegen strand werd gevonden. De lokale bewoner Magnus Bain trekt de aandacht, dit omdat hij een afzonderlijk leven als kluizenaar leidt en uitzicht heeft op het betreffende strand. Tijdens het onderzoek wordt duidelijk dat Magnus, voor de moord op het slachtoffer, een vriendschap met haar had opgebouwd. Officier van justitie Rhona Kelly haalt de onopgeloste vermissing van Catriona van negentien jaar geleden erbij, dit omdat er relaties zijn in deze twee zaken.                                                                         |                         |                  |                  |               |                        |
| 2 | Raven Black (deel 2)    | John McKay       | Gaby Chiappe     | 18 maart 2014 | 6,16                   |
| De ontdekking van het lichaam van Catriona na bijna twintig jaar dwingt inspecteur Perez ertoe om Magnus te arresteren voor verdere ondervraging. Bij aankomst op het politiebureau raakt Magnus zo in de stress dat hij agressief wordt en diverse politiemensen aanvalt, dit laat Perez besluiten om hem psychologisch te laten onderzoeken. Na de verklaring van de broer van Catriona over een geheime bergplaats van zijn zus vindt Perez daar een belangrijke aanwijzing. Deze aanwijzing zorgt ervoor dat Perez eindelijk een belangrijke aanwijzing vindt zodat hij beide zaken kan oplossen.                                                         |                         |                  |                  |               |                        |
| 3 | Dead Water (deel 1)     | David Moore      | David Kane       | 25 maart 2014 | 5,56                   |
| Een journalist sterft onder verdachte omstandigheden bij een auto-ongeluk, en het blijkt een oude vriend te zijn van inspecteur Perez. Een forensisch onderzoekster wordt ingevlogen om onderzoek te doen naar de precieze oorzaak. Terwijl het team haar resultaten afwacht zoeken zij naar aanwijzingen over waarom het slachtoffer terug was gekeerd naar de Shetlandeilanden. Het blijkt dat hij onderzoek deed naar de plannen voor het aanleggen van een controversiële oliepijpleiding. |                         |                  |                  |               |                        |
| 4 | Dead Water (deel 2)     | David Moore      | David Kane       | 1 april 2014  | 5,53                   |
| Na de ontdekking van het lichaam van John Henderson vraagt Perez zich af of er een connectie is tussen de dood van zijn oude vriend en John. Deze theorie wordt deels bevestigd als de forensisch onderzoekster haar bevindingen deelt. De zaak neemt dan een verrassende wending als de verloofde van de journalist arriveert, en zij een usb-stick afgeeft die zij van haar verloofde voor zijn dood heeft gekregen. |                         |                  |                  |               |                        |
| 5 | Blue Lightning (deel 1) | Stewart Svaasand | Richard Davidson | 8 april 2014  | 5,29                   |
| Op Fair Isle, waar inspecteur Perez is opgegroeid, wordt een wetenschapper vermoord gevonden. Perez gaat samen met rechercheur Tosh naar het eiland waar zij samen met de vader van Perez hun onderzoek opstarten. Door zware stormen worden zij afgesloten van de buitenwereld, en moeten nu het onderzoek zonder forensische ondersteuning opstarten. Zij praten met vrienden en collega's van het slachtoffer, en de spanning stijgt al snel tot het hoogtepunt. Wanneer zij hun belangrijkste verdachte vinden raakt deze levensgevaarlijk gewond in een brand.                                                                                           |                         |                  |                  |               |                        |
| 6 | Blue Lightning (deel 2) | Stewart Svaasand | Richard Davidson | 15 april 2014 | 5,33                   |
| De tijd voor Perez en Tosh raakt op, en hun belangrijkste getuige ligt levensgevaarlijk gewond in het ziekenhuis. Zij moeten nu zien te achterhalen of de brand een ongeluk was, of dat deze aangestoken was en dat hij slachtoffer is van dezelfde moordenaar als op de wetenschapper. Door foto's van het slachtoffer gaat de belangstelling van Perez naar Finlay Caulfield, die blijkbaar geobsedeerd was op het slachtoffer. Maar Perez kan geen bewijzen vinden dat Finlay de moordenaar is van de wetenschapper. Rechercheur Wilson vindt dan camerabeelden wat Perez een nieuwe verdachte geeft, en dit brengt zijn onderzoek in een nieuwe richting. |                         |                  |                  |               |                        |

## Seizoen 3 (2016)
| Aflevering | Titel        | Regisseur           | Schrijver                     | Uitzenddatum     | Kijkers VK (x miljoen) |
| --- | ------------ | ------------------- | ----------------------------- | ---------------- | ---------------------- |
| 1 | Aflevering 1 | Thaddeus O'Sullivan | Gaby Chiappe                  | 15 januari 2016  | 6,82                   |
| Wanneer een jongen verdwijnt tijdens een bootreis, en een persoon op de intensive care terechtkomt moet inspecteur Perez en zijn team onderzoeken of deze zaken een connectie hebben. |              |                     |                               |                  |                        |
| 2 | Aflevering 2 | Thaddeus O'Sullivan | Robert Murphy                 | 22 januari 2016  | 6,02                   |
| De vermiste tiener wordt dood in een scheepscontainer gevonden, en Perez is ervan overtuigt dat Michael Maguire met zijn dood te maken heeft. |              |                     |                               |                  |                        |
| 3 | Aflevering 3 | Thaddeus O'Sullivan | Robert Murphy                 | 5 februari 2016  | 6,21                   |
| Het onderzoek leidt Perez en rechercheur Tosh naar Glasgow, waar zij antwoorden hopen te vinden naar de moord op Maguire en zijn connectie met Robbie Morton. Maar oude spoken jagen op Perez, en vijanden van hem proberen hem van de waarheid weg te houden. |              |                     |                               |                  |                        |
| 4 | Aflevering 4 | Jan Matthys         | Gaby Chiappe Alexander Perrin | 12 februari 2016 | 6,26                   |
| Perez en zijn team kunnen de persoon achterhalen wie de moordenaar van Michael Thompson verwondde. Terwijl het onderzoek verder vordert ontdekken de personen die in het onderzoek verwikkeld zijn serieus bedreigd worden. Rechercheur Wilson komt de moordenaar onverwachts tegen, en wordt door hem bewusteloos geslagen. Tosh keert alleen terug vanuit Glasgow en wordt dan onverwachts ontvoerd door iemand die zij op het vliegveld heeft ontmoet. |              |                     |                               |                  |                        |
| 5 | Aflevering 5 | Jan Matthys         | Gaby Chiappe                  | 19 februari 2016 | 6,55                   |
| Tosh keert terug op de Shetlandeilanden, en dan wordt er snel duidelijk wat haar overkomen is. Perez gaat verder met het onderzoek, en wordt dan door bureaucratie flink tegengewerkt. Door het vinden van een verkrachtingsslachtoffer wordt het onderzoek weer vlot getrokken, en het blijkt dat de aanvaller bij de verkrachting de zoon is van Phyllis Brennan.                                                                                       |              |                     |                               |                  |                        |
| 6 | Aflevering 6 | Jan Matthys         | David Kane                    | 4 maart 2016     | 6,14                   |
| Perez en zijn team ontdekken dat de dader van de moorden op Robbie Morton en Michael Thompson dichter bij huis is, dan eerst werd gedacht. |              |                     |                               |                  |                        |

## Seizoen 4 (2018)
| Aflevering | Titel        | Regisseur       | Schrijver       | Uitzenddatum     | Kijkers VK (x miljoen) |
| --- | ------------ | --------------- | --------------- | ---------------- | ---------------------- |
| 1 | Aflevering 1 | Lee Haven Jones | David Kane      | 13 februari 2018 | 6,72                   |
| Wanneer de veroordeelde moordenaar Thomas Malone in hoger beroep wordt vrijgesproken, worden inspecteur Perez en zijn team gedwongen om een 23 jaar oude moordzaak weer te heropenen. De zaak betreft de moord op de tiener Lizzie Kilmuir, die op een afgelegen plek gewurgd werd gevonden. Thomas keert na zijn gevangenisstraf terug naar de Shetlandeilanden, en zoekt contact met de oudere zus van Lizzie genaamd Kate. Ondertussen bezoekt de lokale journaliste Sally McColl een festival, waarvan zij echter niet terugkeert. De volgende dag wordt zij ook gewurgd teruggevonden op eenzelfde plek als Lizzie. Sally was de dochter van voormalige politieagent Drew McColl die het onderzoek leidde na de moord op Lizzie, en Perez moet hem nu het nieuws brengen over de moord op zijn dochter. |              |                 |                 |                  |                        |
| 2 | Aflevering 2 | Lee Haven Jones | Louise Ironside | 20 februari 2018 | 6,28                   |
| Thomas is aangevallen door een onbekende, en Perez lukt het om de identiteit van de aanvaller te achterhalen. Rechercheur Wilson ondervraagt Jo Halley, die beweert dat zij Sally een heftig gesprek heeft zien voeren op het festival met een Noorse man. Rechercheur Tosh ondervraagt medewerkers van het bedrijf Forst Energy, een bedrijf dat actief is in Noorwegen en waar Sally onderzoek naar deed voor haar dood. Perez vraagt een DNA-onderzoek aan op een haarmonster dat gevonden werd in de sjaal van Lizzie. |              |                 |                 |                  |                        |
| 3 | Aflevering 3 | Lee Haven Jones | Paul Logue      | 28 februari 2018 | 6,08                   |
| Tosh gaat naar Noorwegen om daar de mysterieuze Andreas Hagan op te zoeken, daar ontmoet zij ook rechercheur Lars Bleymann die direct geïnteresseerd is in haar. Haar onderzoek in Noorwegen brengt haar in de wereld van rechts extremisme, en als zij ontdekt dat iemand haar hotelkamer heeft onderzocht beseft dat zij in gevaar kan verkeren. Perez ondervraagt Donna nadat hij de resultaten heeft teruggekregen van het DNA-onderzoek. |              |                 |                 |                  |                        |
| 4 | Aflevering 4 | Rebecca Gatward | David Kane      | 6 maart 2018     | 5,31                   |
| Perez en Tosch worden door de Noorse geheime dienst in hun onderzoek tegengewerkt. Nadat hun belangrijkste verdachte Mathias Soderland vermoord wordt gevonden met een brief met daarop de tekst verrader, worden zij gedwongen om terug te keren naar de Shetlandeilanden. Perez ondervraagt dan Duncan over een oude video opname van een verjaardagsfeest waar Lizzie ook gast was vlak voor haar dood en hij ook aanwezig was. Wilson krijgt een verontrustend telefoontje van Jo Halley, en daar aangekomen vindt hij Jo nadat zij fysiek aangevallen werd. |              |                 |                 |                  |                        |
| 5 | Aflevering 5 | Rebecca Gatward | David Kane      | 13 maart 2018    | NNB                    |
| Door een misspreking van Lars, vraagt rechercheur Tosh zich af of Lars meer van de moord op Sally weet dan dat hij laat blijken. Door camerabeelden wordt er ontdekt dat Sally op een reis naar Noorwegen een halsketting bij zich droeg met daaraan een USB-stick, en als zij deze vinden zien zij beelden van een rechts extremismepartij bijeenkomst met Lars als aanwezige. Lars wordt hierop aangehouden en tijdens ondervraging verklaart hij dat hij in de nacht dat Sally vermoord werd getuige was van een conflict tussen haar en een andere man. Inspecteur Perez is geschokt wanneer Lars de man identificeert als Duncan. |              |                 |                 |                  |                        |
| 6 | Aflevering 6 | Rebecca Gatward | David Kane      | 20 maart 2018    | NNB                    |
| Inspecteur Perez ziet geen andere mogelijkheid dan het arresteren van Duncan voor ondervraging. Hij ontkent stellig dat hij iets met de moorden op Lizzie als Sally te maken heeft, maar bekent wel dat hij in het verleden een affaire had met Donna Killick. De gevonden opnames op de USB-stick worden opnieuw bekeken, en er wordt een foto gevonden van Sally op de veerboot net na de moord op Lizzy. Dit lijkt een doorbraak in het onderzoek nu zij waarschijnlijk de dader kunnen identificeren. Het DNA-materiaal van de sjaal blijkt van Duncan te zijn, en nu moet Perez aan Cassie vertellen dat zij en Allan familie van elkaar zijn. De dader wordt ontmaskerd en blijkt Donna te zijn, en Drew MacColl vertelt aan Perez dat hij Donna heeft proberen te beschermen door zijn dochter Sally te vermoorden. Thomas Malone krijgt het heugelijke nieuws te horen dat hij nu echt onschuldig wordt verklaard, maar door de opwinding krijgt hij een hartaanval en sterft als een onschuldige man. |              |                 |                 |                  |                        |